# Le Versant du soleil
Le Versant du soleil est un livre autobiographique écrit par Roger Frison-Roche, paru en 1981 aux éditions Flammarion.

## Résumé de l’œuvre
Le récit commence en 1910 dans un bistro parisien avec l'enfance de Roger Frison-Roche, se poursuit à Chamonix où il travaille pour les premiers Jeux olympiques d'hiver en 1924 avant de devenir guide.
Vient ensuite la période de la Seconde Guerre mondiale où il est d'abord correspondant de guerre en Afrique du Nord, puis revient dans les Alpes où il entre dans les FFI.
En 1956, il découvre la Laponie, puis l'Amérique du Nord entre 1966 et 1969.
Durant ces périodes, il a vécu avec sa famille à Alger, à Nice, pour finalement revenir à Chamonix.

## Éditions
- Le Versant du soleil, première édition, Flammarion, 1981  (ISBN 2080643762 et 978-2080643766)
- Le Versant du soleil, édition de poche, J'ai lu, 1993  (ISBN 227723480X et 978-2277234807)
- Le Versant du Soleil, édition illustrée en deux tomes, Guérin Chamonix, 1999 (ISBN 2-911755-17-0 et 978-2911755170)